# 1989 dans les chemins de fer
Chronologie des chemins de fer
1988 dans les chemins de fer - 1989 - 1990 dans les chemins de fer

## Évènements
- 10 mai, France : mise en service des installations électriques en 25 kV 50 Hz de la Ligne de Moret - Veneux-les-Sablons à Lyon-Perrache entre Saincaize et Saint-Germain-des-Fossés (relation ferroviaire de Paris à Clermont-Ferrand)[1].

- 4 juin : catastrophe ferroviaire d'Oufa en Union soviétique.

- 17 septembre, États-Unis : le chemin de fer du Grand Canyon rouvre officiellement ses portes et transporte à nouveau des voyageurs de et vers le parc national du Grand Canyon.
- 24 septembre, France : la branche ouest de la LGV Atlantique (vers Le Mans) est ouverte aux voyageurs.

- 29 octobre, États-Unis : trois nouvelles stations de métro ouvrent à New York. Il s'agit des stations Lexington Avenue, Roosevelt Island et 21st Street, ouvertes à la suite d'un prolongement de ligne.

- 5 décembre, France : un nouveau record de vitesse sur rail est établi par la rame TGV Atlantique n° 325 (482,4 km/h).